# Powiat kolski
Powiat kolski är ett distrikt (polska: powiat), tillhörande Storpolens vojvodskap i västra Polen. Huvudort är staden Koło. Distriktet hade totalt 88 218 invånare år 2016.
I Powiat kolski finns ett museum och minnesmärken på platsen för det nazistiska förintelselägret Chełmno.

## Bilder
| - Minnesmärke vid förintelselägret Chełmno. - Minnesmärke vid massgrav i Chełmnos skogsläger (Waldlager). |